# 시지고등학교
시지고등학교(時至高等學校)는 대한민국 대구광역시 수성구 신매동에 위치한 공립 고등학교이다.

## 학교 연혁
- 1999년 2월 25일 : 시지고등학교 설치조례 공포, 학교 설립인가
- 1999년 3월 1일 : 초대 김길민 교장 취임
- 1999년 3월 2일 : 1999학년도 입학식(남 3학급, 여 7학급 449명)
- 2002년 2월 9일 : 2001학년도 제1회 졸업식(444명)
- 2002년 5월 9일 : 별관(펜싱 훈련장, 음악실, 미술실) 준공
- 2008년 1월 10일 : 별관 증축 준공
- 2008년 4월 7일 : 시지종합정보센터(이심재) 준공
- 2019년 3월 4일 : 제11대 서기수 교장 취임
- 2022년 2월 4일 : 제21회 졸업식 남 90명, 여 270명 총 360명 졸업(누적 9,047명)
- 2022년 3월 2일 : 입학식 남 84명, 여 261명 총 345명 입학
- 2023년 3월 1일  : 제12대 이상복 교장 취임
- 2023년 3월 2일  : 2023학년도 입학식 남93명, 여 282명, 총 375명 입학

## 참고 자료
- 시지고등학교 - 한국교육학술정보원 학교알리미